# Zheng Yuanchao
Zheng Yuanchao (chiń. 郑元超) – chiński niepełnosprawny kolarz. Srebrny i brązowy medalista paraolimpijski z Pekinu w 2008 roku.

## Medale Igrzysk Paraolimpijskich

### 2008
- – Kolarstwo – sprint drużynowy – LC1–4 CP3/4
- – Kolarstwo – trial na czas – 1 km – LC 2